# Antonín Kasper
Antonín Kasper (31. října 1932 – 12. listopadu 2017) byl československý plochodrážní jezdec a mnohonásobný mistr Československa.
Získal řadu úspěchů na trávě, škváře i ledové ploché dráze. V roce 1963 vyhrál závod Zlatá přilba v Pardubicích a v letech 1965 a 1967 skončil třetí. S československým reprezentačním týmem vybojoval v roce 1963 stříbrné medaile na mistrovství světa družstev. Jako první československý jezdec startoval v britské profesionální lize. V letech 1968 a 1969 za Coventry a v roce 1970 za West Ham.
Po skončení aktivní kariéry se stal trenérem jezdců Rudé Hvězdy Praha, Slaného a Mšena. Vedl také reprezentaci.
Jeho synem byl úspěšný plochodrážní jezdec Antonín Kasper.